# Marjorie Carpréaux
Marjorie Carpréaux (Boussu, 17 september 1987) is een Belgisch basketbalspeelster. Ze speelt als point-guard.

## Clubcarrière
Ze speelde van 2005 tot 2008 bij BC Namur Capitale. In 2008 ging ze naar Italië waar ze een seizoen speelde bij Banco di Sicilia Ribera en het tweede seizoen startte bij Basket Femminile Livorno maar overging naar het Franse USO Mondeville. In 2010 tekende ze bij ESB Villeneuve-d'Ascq. Na een seizoen verhuisde ze naar het Franse CJM Bourges Basket maar ze speelde in de lente van 2012 voor het Zweedse Solna Vikings. 
Vanaf het seizoen 2012-2013 keerde Carpréaux terug naar de Belgische competitie, bij DBC Houthalen. Van 2013 tot 2016, en in het seizoen 2017-2018 speelde ze bij Castors Braine. Ze werd in 2014 verkozen tot Beste Basketbalster in de Belgische competitie voor het seizoen 2013/14. Van 2016 tot 2017 speelde ze een seizoen voor Declercq Stortbeton Waregem BC. In 2018 vervoegde ze Kangoeroes Basket Mechelen. Vanaf de zomer van 2020 komt Carpréaux terug uit voor Castors Braine waar ze na een seizoen alweer vertrekt.

## Belgian Cats
Sinds 2006 maakt ze deel uit de selectie van het Belgisch nationaal basketbalteam, de Belgian Cats. Van 2003 tot 2007 was ze ook actief bij de Kadetten, U18 en U20 van het nationaal team. Bij de Cats was ze tijdens het EK 2017 samen met Ann Wauters de enige die er ook bij de eindronde van het EK 2007 bij was. Op dit EK behaalde Carpréaux met de Belgian Cats de bronzen medaille. Ze maakte ook deel uit van de selectie op het Wereldkampioenschap basketbal vrouwen 2018 waar België op de 4e plaats eindigde.
In 2021 besliste ze om, na 153 caps, afscheid te nemen van de Belgian Cats.

## Erelijst
BC Namur Capitale
- Belgisch landskampioen

2005/06, 2006/07
- Belgisch bekerwinnaar

2005/06, 2006/07
 Castors Braine
- Belgisch landskampioen

2013/14, 2014/15, 2015/16, 2017/18
- Belgisch bekerwinnaar

2013/14, 2014/15